# Epidirella xanthophaes
Epidirella xanthophaes é uma espécie de gastrópode do gênero Epidirella, pertencente à família Turridae.